# Viêm tiểu phế quản
Viêm tiểu phế quản là tắc nghẽn các tiểu phế quản trong phổi do nhiễm virus. Nó thường chỉ xảy ra ở trẻ em dưới hai tuổi. Các triệu chứng có thể bao gồm sốt, ho, sổ mũi, thở khò khè và các vấn đề về hô hấp. Các trường hợp nghiêm trọng hơn có thể liên quan đến sưng mũi, khò khè hoặc da giữa các xương sườn bị kéo vào khi thở. Nếu trẻ không thể bú đúng cách, có thể có dấu hiệu mất nước.
Viêm tiểu phế quản thường là kết quả của nhiễm trùng do virus hợp bào hô hấp (72% trường hợp) hoặc virut mũi người (26% trường hợp). Chẩn đoán thường dựa trên các triệu chứng. Các xét nghiệm như X-quang ngực hoặc xét nghiệm vi-rút không thường xuyên cần thiết. Xét nghiệm nước tiểu có thể được xem xét ở những người bị sốt.
Không có điều trị đặc hiệu. Chăm sóc hỗ trợ tại nhà nói chung là đủ. Thỉnh thoảng nhập viện để thở oxy, hỗ trợ cho ăn, hoặc truyền dịch là cần thiết. Bằng chứng dự kiến hỗ trợ nước muối tăng tiết nebulized. Bằng chứng về kháng sinh, thuốc chống siêu vi, thuốc giãn phế quản hoặc epinephrine nebulized là không rõ ràng hoặc không hỗ trợ được người bệnh.
Khoảng 10% đến 30% trẻ em dưới hai tuổi bị ảnh hưởng bởi viêm tiểu phế quản tại một số thời điểm. Nó thường xảy ra vào mùa đông ở Bắc bán cầu. Nguy cơ tử vong ở những người nhập viện là khoảng 1%. Bùng phát tình trạng này được mô tả lần đầu tiên vào những năm 1940.

## Dấu hiệu và triệu chứng
Trong một trường hợp điển hình, trẻ sơ sinh dưới hai tuổi bị ho, thở khò khè và khó thở trong một hoặc hai ngày. Tiếng vỡ bong bóng hoặc thở khò khè là những phát hiện điển hình về nghe ngực bằng ống nghe. Trẻ sơ sinh có thể bị khó thở trong vài ngày. Sau khi bị bệnh cấp tính, thông thường đường thở vẫn nhạy cảm trong vài tuần, dẫn đến ho và khò khè tái phát.
Một số dấu hiệu của bệnh nặng bao gồm:
- ăn kém (ít hơn một nửa lượng chất lỏng thông thường trong 24 giờ trước)
- giảm đáng kể hoạt động
- lịch sử ngừng thở
- nhịp thở> 70 / phút
- sự hiện diện của sưng mũi và/hoặc lẩm bẩm
- suy thoái thành ngực nghiêm trọng (dấu hiệu của Hoover)
- da xanh

## Nguyên nhân

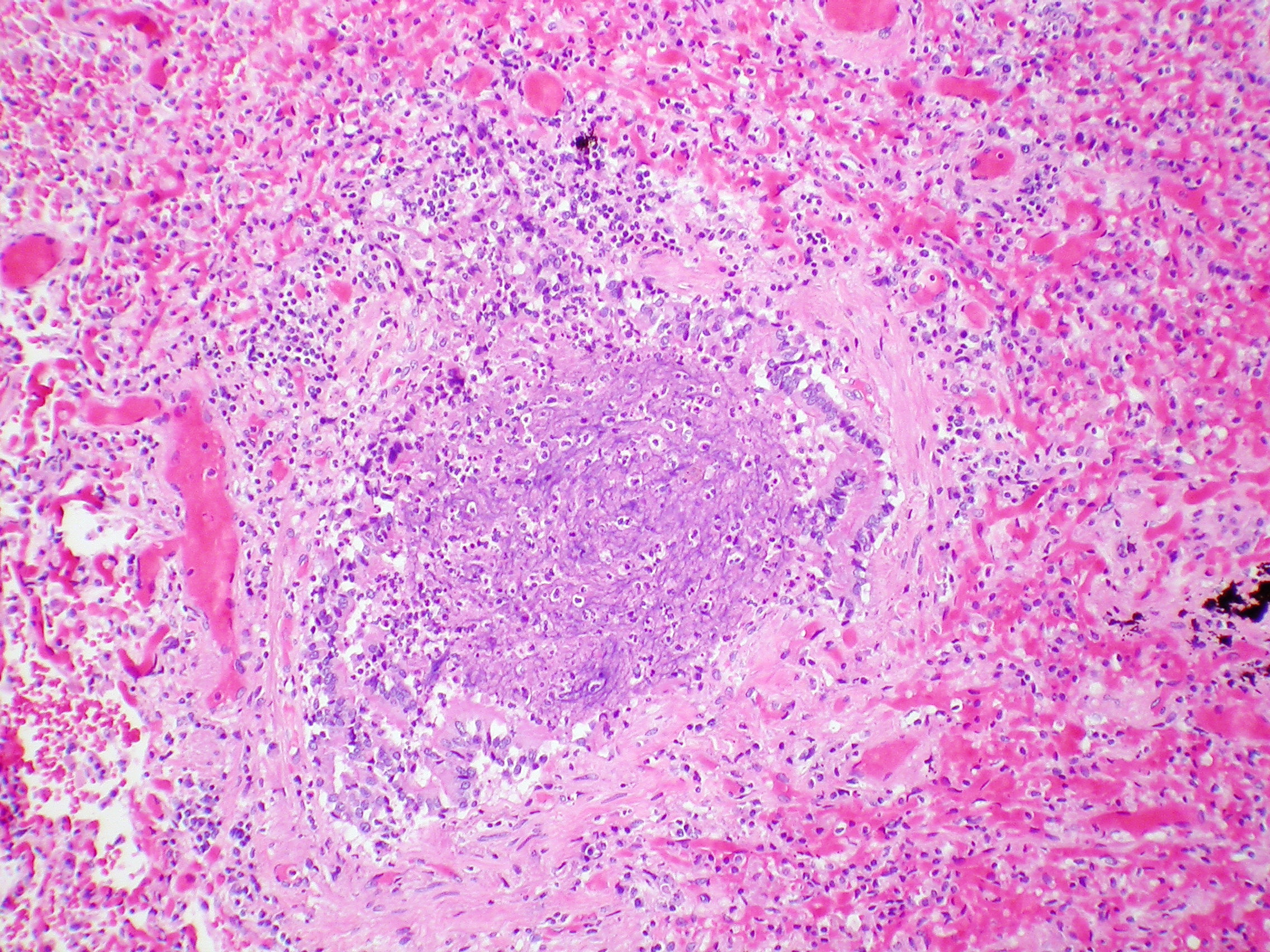
Viêm cấp tính tiết ra làm tắc nghẽn phế quản và viêm cấp tính một phần của thành phế quản

Thuật ngữ này thường đề cập đến viêm tiểu phế quản do virus cấp tính, một bệnh phổ biến ở trẻ nhỏ. Điều này thường được gây ra bởi virus hợp bào hô hấp  (RSV, còn được gọi là pneumovirus ở người). Các tác nhân khác gây bệnh này bao gồm metapneumovirus ở người, cúm, parainfluenza, coronavirus, adenovirus, rhovovirus và mycoplasma.
Trẻ sinh non (dưới 35 tuần), nhẹ cân hoặc mắc bệnh tim bẩm sinh có thể có tỷ lệ viêm tiểu phế quản cao hơn và có nhiều khả năng phải nhập viện. Có bằng chứng cho thấy cho con bú cung cấp một số bảo vệ chống lại viêm tiểu phế quản.

## Phòng ngừa
Phòng tránh viêm tiểu phế quản chủ yếu dựa vào các biện pháp giảm nguy cơ lây lan vi-rút gây nhiễm trùng đường hô hấp, bao gồm việc thực hiện rửa tay và tránh tiếp xúc với những người có triệu chứng nhiễm trùng đường hô hấp.  Có nhiều hướng dẫn khác nhau về việc sử dụng găng tay, tạp dề hoặc thiết bị bảo hộ cá nhân.
Một phương pháp để tăng cường hệ thống miễn dịch là cho trẻ sơ sinh được bú sữa mẹ, đặc biệt là trong tháng đầu đời. Nghiên cứu đã chứng minh rằng trẻ bú sữa mẹ ít phổ biến nhiễm trùng đường hô hấp hơn đáng kể, và trẻ nhập viện với kết quả dương tính RSV (Respiratory Syncytial Virus) có thời gian nằm viện ngắn hơn so với trẻ không được bú sữa mẹ hoặc chỉ được bú một phần. Các hướng dẫn khuyến cáo việc nuôi con hoàn toàn bằng sữa mẹ trong 6 tháng đầu đời để tối ưu hóa lợi ích cho sức khỏe và hệ thống miễn dịch của trẻ. 
Cơ quan Quản lý Thực phẩm và Dược phẩm Hoa Kỳ (FDA) đã chấp thuận hai loại vắc xin RSV dành cho người lớn từ 60 tuổi trở lên là Arexvy (của GSK plc) và Abrysvo (của Pfizer). Đặc biệt, Abrysvo cũng đã được FDA phê duyệt để tiêm chủng cho những người mang thai ở tuần thai từ 32 đến 36 tuần nhằm phòng ngừa bệnh đường hô hấp dưới (LRTD) và LRTD nghiêm trọng do virus hợp bào hô hấp (RSV) gây ra ở trẻ từ sơ sinh đến 6 tháng tuổi. 
Nirsevimab, một kháng thể đơn dòng chống lại virus hợp bào hô hấp (RSV), đã được CDC khuyến nghị sử dụng cho tất cả trẻ em dưới 8 tháng tuổi trong mùa RSV đầu tiên. Ngoài ra, trẻ em trong độ tuổi từ 8 đến 19 tháng, đặc biệt là những trẻ có nguy cơ cao, có thể được khuyến nghị sử dụng Nirsevimab khi bước vào mùa RSV thứ hai.  
Một kháng thể đơn dòng thứ hai, Palivizumab, có thể được sử dụng để ngăn ngừa viêm tiểu phế quản cho trẻ dưới một tuổi sinh non hoặc trẻ mắc bệnh tim tiềm ẩn hoặc bệnh phổi mãn tính khi sinh non. Để thực hiện liệu pháp tiêm chủng thụ động này, cần tiêm hàng tháng trong mùa đông. Tuy nhiên, trẻ sinh non khỏe mạnh được sinh ra sau tuổi thai 29 tuần không nên sử dụng Palivizumab vì tác hại có thể lớn hơn lợi ích. Hiện nay, khả năng bảo vệ thụ động thông qua việc sử dụng các kháng thể đơn dòng mới khác đang được đánh giá. 
Tiếp xúc với khói thuốc lá đã được chứng minh là làm tăng tỷ lệ mắc bệnh hô hấp dưới ở trẻ sơ sinh và cũng làm tăng nguy cơ và mức độ nghiêm trọng của bệnh viêm tiểu phế quản. Khói thuốc lá có thể tồn tại trong môi trường trong thời gian dài và dính vào quần áo, ngay cả khi hút thuốc bên ngoài nhà. Để ngăn chặn tiếp xúc này, các hướng dẫn khuyến nghị rằng cha mẹ cần được giáo dục đầy đủ về nguy cơ tiếp xúc với khói thuốc lá đối với trẻ, đặc biệt là trẻ đang phải đối mặt với bệnh viêm tiểu phế quản.

## Oxy

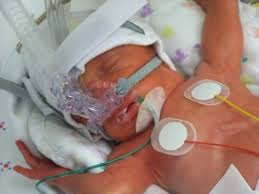
Một trẻ sơ sinh đeo thiết bị CPAP qua mũi.

Việc cung cấp oxy không đủ cho mô là một trong những mối quan tâm chính khi trẻ bị viêm tiểu phế quản nặng, và độ bão hòa oxy thường đóng vai trò quan trọng trong quyết định cần nhập viện và thời gian viện trị kéo dài. Tuy nhiên, độ bão hòa oxy không phải là một chỉ số dự báo đáng tin cậy về tình trạng suy hô hấp. Sự chính xác của việc đo độ bão hòa oxy trong mạch có giới hạn trong khoảng 76% đến 90%, và có mối tương quan yếu giữa độ bão hòa oxy và suy hô hấp, vì trạng thái thiếu oxy trong thời gian ngắn thường xuất hiện ở trẻ khỏe mạnh.  Ngoài ra, việc đo nồng độ oxy trong mạch có thể liên quan đến các tình trạng báo động không chính xác và cảm giác căng thẳng và mệt mỏi của cha mẹ. Các bác sĩ lâm sàng có thể quyết định không cung cấp thêm oxy cho trẻ bị viêm tiểu phế quản nếu độ bão hòa oxy của họ trên 90%.    Hơn nữa, các bác sĩ lâm sàng có thể chọn không sử dụng phương pháp đo nồng độ oxy trong mạch liên tục ở những trường hợp như vậy. 
Khi quyết định sử dụng liệu pháp oxy cho trẻ bị viêm tiểu phế quản, có bằng chứng cho thấy việc cung cấp oxy tại nhà có thể giảm tỷ lệ nhập viện và thời gian nằm viện, mặc dù tỷ lệ tái nhập viện và tái khám có thể tăng lên. Việc sử dụng ống thông mũi được làm ẩm, làm nóng, với lưu lượng cao, có thể là một phương pháp an toàn ban đầu để giảm công thở và giảm nhu cầu đặt nội khí quản.   Tuy nhiên, vẫn chưa có đủ bằng chứng liên quan đến việc sử dụng ống thông mũi lưu lượng cao so với liệu pháp oxy tiêu chuẩn hoặc áp lực đường thở dương liên tục.   Các thực hành này vẫn có thể được sử dụng trong những trường hợp nặng trước khi quyết định đặt nội khí quản.   
Xét nghiệm khí máu không được khuyến khích cho những người nhập viện vì bệnh và thường không mang lại nhiều giá trị trong việc kiểm soát viêm tiểu phế quản thường quy.   Tuy nhiên, những người đang phải đối mặt với suy hô hấp trầm trọng hoặc đang ở trong tình trạng sắp suy hô hấp có thể được xem xét để thực hiện xét nghiệm khí máu mao mạch. Các xét nghiệm này thường được thực hiện để đánh giá mức độ oxy và carbon dioxide trong máu, cung cấp thông tin quan trọng về chức năng hô hấp và sự cân bằng acid-base, đặc biệt là ở những trường hợp nghiêm trọng và cần theo dõi mức độ oxyation của cơ thể. 

## Thuốc giãn phế quản
Các hướng dẫn khuyến cáo không nên sử dụng thuốc giãn phế quản ở trẻ em bị viêm tiểu phế quản, vì bằng chứng không ủng hộ sự thay đổi kết quả tích cực khi sử dụng các loại thuốc này trong trường hợp này.     Ngoài ra, việc sử dụng thuốc giãn phế quản ở trẻ em còn mang theo những tác dụng phụ như tăng nhịp tim và cảm giác run, cũng như làm gia tăng chi phí tài chính. Do đó, quyết định về việc sử dụng thuốc giãn phế quản cần được đưa ra cẩn thận, dựa trên đánh giá tỷ lệ lợi ích và rủi ro cụ thể cho từng trường hợp cá nhân.  
Một số nghiên cứu đã chỉ ra rằng việc sử dụng thuốc giãn phế quản bằng thuốc β-adrenergic như salbutamol có thể mang lại cải thiện về triệu chứng trong thời gian ngắn, nhưng không ảnh hưởng đến diễn biến tổng thể của bệnh hoặc giảm nhu cầu nhập viện. Tuy nhiên, có sự trái ngược trong các khuyến nghị về việc sử dụng thuốc giãn phế quản, đặc biệt là đối với những người có tiền sử thở khò khè trước đó, do khó khăn trong việc đánh giá sự cải thiện khách quan của các triệu chứng.    Mặc dù vậy, thở khò khè trong trường hợp viêm tiểu phế quản dường như không giảm hiệu quả do thuốc giãn phế quản, vì nó thường do tắc nghẽn đường thở và tắc nghẽn các đường kính đường thở nhỏ do các mảnh vụn ở lòng ống, không phải do co thắt phế quản như trong trường hợp thở khò khè liên quan đến hen suyễn mà thuốc giãn phế quản thường điều trị tốt. 
Thuốc hít kháng cholinergic, như ipratropium bromide, thường có tác dụng ngắn hạn và ít được khuyến khích để sử dụng trong điều trị viêm tiểu phế quản.   